# Tonnano (personage)
Tonnano is een personage uit de Nederlandse misdaadserie Mocro Maffia en de daarvan verschillende spin-offprojecten. Hij wordt vertolkt door de Nederlands-Marokkaanse acteur en rapper Khalid Alterch en groeide al snel uit tot een publiekslieveling.

## Achtergrond
Het personage maakte op 22 maart 2020 zijn debuut in de derde aflevering van het tweede seizoen van de misdaadserie Mocro Maffia, dat exclusief te zien is op streamingdienst Videoland. Tonnano was tot en met het laatste zesde seizoen te zien. Daarnaast was het personage tevens te zien in de spin-off films Mocro Maffia: Meltem, Mocro Maffia: Tatta en Mocro Maffia: Taxi. Wegens de populariteit van het personage werd, na het stoppen van Mocro Maffia, zijn eigen zesdelige serie aangekondigd. De serie staat gepland in september 2025 te verschijnen, eveneens onder de titel Tonnano.

### Overzicht
Hieronder een overzicht van de projecten waarin het personage over de jaren heen in te zien was:
- 2020-2024: Mocro Maffia (televisieserie)
- 2021: Mocro Maffia: Meltem (film)
- 2023: Mocro Maffia: Tatta (film)
- 2024: Mocro Maffia: Taxi (film)
- 2025-heden: Tonnano (televisieserie)

## Naam
Het personage werd geboren als Omar en kreeg rond zijn dertiende de bijnaam Tonnano. Hij kreeg deze bijnaam doordat zijn vader in een visfabriek werkte en hij het visoverschot, waaronder tonijn, van zijn vader mee kreeg om te verkopen. Het personage nam dit visoverschot mee in zijn fietstas en fietste hiermee rond terwijl hij 'Tonnano' rond riep om kopers te lokken.

## Verhaal
Tonnano maakte zijn debuut als lid van de drugsgroep van Paus en groeide al snel door tot zijn gewetenloze tweede hand. Tonnano runde in Amsterdam een zaalvoetbalclub waar duistere zaakjes plaatsvonden, zo werden er drugsdeals gesloten en drugs versneden. Tonnano heeft voornamelijk kinderen in dienst die voor hem werken en drugs dealen op straart. De zaalvoetbalclub is een aantal seizoen de vaste uitvalsbasis van Tonnano, totdat deze wordt overvallen en de aanwezige drugs gejat wordt. Nadat zijn leider Paus door het Colombiaans kartel gedood wordt, zweert Tonnano met andere handlangers Samira en Ashraf wraak te nemen en ervoor te zorgen dat het drugsimperium dat Paus heeft opgebouwd niet te laten instorten. Nadat het imperium toch langzaamaan instort en Samira opgepakt wordt en Ashraf doodgeschoten wordt door de politie, besluit Tonnano te vluchten.
Tonnano verruild de Amsterdamse onderwereld voor de Achterhoek, waar hij samen met zijn pas geboren zoon een rustiger leven probeert op te bouwen.